# Méharin
Méharin (tiếng Basque: Mehaire) là một xã thuộc tỉnh Pyrénées-Atlantiques trong vùng Nouvelle-Aquitaine miền tây nam nước Pháp.